# 김현근 (의사)
김현근은 대한민국의 의사이다. 한국과학영재학교를 졸업하고 프린스턴 대학교를 최우등 졸업했으며, 그 뒤 귀국하여 서울대학교 의전원에 입학했다. '개천에서 용난다'라는 속담을 대변하는 자신의 수기를 '가난하다고 꿈조차 가난할 수 없다'라는 책으로 출판해 베스트셀러가 되었다.